# FC Kranenburg
FC Kranenburg (officiële naam: Haagse Sport-Vereniging Kranenburg) was een amateurvoetbalclub uit Den Haag. Op 1 juli 2005 is de club samen met RVC Rijswijk gefuseerd tot Haaglandia. In 2017 is besloten dat de club heropgericht gaat worden en gaat samenwerken met een bestaande club. Vanaf het seizoen 2018/2019 speelt de club met een standaardelftal in de zaterdagcompetitie (3e klasse) onder de naam Wateringse Veld/FC Kranenburg.

## Geschiedenis
Op 28 augustus 1919 werd de voorloper van FC Kranenburg door een aantal jongens uit de omgeving van de Loosduinseweg in Den Haag opgericht onder de naam Roda. Men ging voetballen op een stuk grond aan de Rijswijkseweg bij de Waldorpstraat. Toen de club een stuk grond kreeg toegewezen aan de Kranenburgweg, werd de naam aangepast naar de naam die de club tot het jaar 2005 zou dragen : Kranenburg. Uiteindelijk zou de vereniging nog een aantal keren van terrein moeten wisselen door de oprukkende stad en de Tweede Wereldoorlog. Uiteindelijk zou de club weer terugkeren op Ockenburg in Kijkduin, waar het in de jaren 30 ook al een tijd speelde.

## Prestaties
Lange tijd speelde Kranenburg in de lagere klassen (Haagse Voetbal Bond) of lagere klassen van de KNVB.
Halverwege de jaren negentig besloten geldschieters en bestuursleden om van het anonieme Kranenburg binnen een aantal jaren een toonaangevende topamateurvereniging te maken. Deze ambitie werd verwezenlijkt want in zes jaar tijd stoomde Kranenburg van de toenmalige HVB naar de zondag Hoofdklasse van de KNVB, destijds het hoogste niveau in het amateurvoetbal.
Kranenburg speelde in de groepsfase van de KNVB Beker in 2001/02 en 2002/03 maar behaalde geen punten. Wel won de club in die jaren diverse bekers:
Districtsbeker
2001
HC Cup
2001, 2002

## Competitieresultaten 2002–2005 (zaterdag)
| 5 5B |

| 1 5C |

| 8 4C |

| 10 4A |

| Vijfde klasse |

## Competitieresultaten 1933–2005
| 4 4A |

| 6 4B |

| 3 4B |

| 5 4C |

| 2 4C |

| 3 4B |

| 3 4B |

| 2 K |

| 9 4D |

| 3 4D |

| 4 4B |

|  |

|  |

| 9 4D |

| 10 4C |

| 8 4A |

| 5 4F |

| 7 4D |

| 8 4C |

| 11 4D |

|  |

|  |

|  |

|  |

| 3 4C |

| 11 4C |

|  |

| 1 4C |

| 5 3B |

| 1 3C |

| 4 3B |

| 3 3C |

| 10 3C |

| 6 3C |

| 9 3A |

| 11 3B |

| 4 4E |

| 3 4D |

| 5 4B |

| 7 4C |

| 6 4B |

| 5 4D |

| 10 4D |

| 3 4C |

| 12 4B |

|  |

|  |

|  |

|  |

|  |

|  |

|  |

|  |

|  |

|  |

|  |

|  |

| 7 4C |

| 8 4C |

| 7 4C |

| 7 4C |

| 5 4C |

| 12 4D |

|  |

| 1 4C |

| 1 3B |

| 2 2C |

| 1 2C |

| 1 1B |

| 4 A |

| 8 A |

| 11 A |

| 9 A |

| Hoofdklasse | Eerste klasse | Tweede klasse | Derde klasse | Vierde klasse | Noodcompetitie |

In elke staaf van de grafiek staat van boven naar beneden vermeld: 
- Eindnotering

Dit is de positie die de club heeft bereikt in de competitie, zonder eventuele beslissings-, play-off- of nacompetitiewedstrijden die nodig zijn geweest om bijvoorbeeld de kampioen van de competitie te bepalen.
Indien een * achter het getal staat is de notering een tussenstand en kan het zijn dat de notering niet overeenkomt met de uiteindelijke eindstand van de competitie.
Staat er een - dan is het seizoen nog bezig en is er geen definitieve uitslag bekend.
Staat er xx op de positie van de notering, dan heeft de club vroegtijdig de competitie verlaten. Dit kan onder andere komen door terugtrekking van het team, faillissement van de club of door een uitgedeelde straf van de KNVB. In veel gevallen staat elders in het artikel de reden vermeld.
Staat er een ? dan is het resultaat uit het verleden onbekend, en is alleen de competitie of het niveau bekend van dat seizoen.
In de seizoenen 2019/20 en 2020/21 werd wegens de coronacrisis het amateurvoetbal afgebroken. Daardoor kennen deze staven geen eindklassering (middels -- weergegeven).
- Competitieniveau en afdelingsletter of Officiële eindstand Eredivisie
  - Competitieniveau en afdelingsletter

Hierbij geeft het getal het niveau weer, dat ook terug te vinden is in de legenda. De letter is de afdelingsaanduiding en wordt gebruikt wanneer er meer afdelingen zijn op hetzelfde niveau. De afdelingsletter is altijd een hoofdletter en wordt meestal zonder nummer gebruikt.
Voorbeeld: 2F is niveau 2e klasse competitie F.
Het competitieniveau en nummer wordt niet vermeld wanneer er slechts één competitie van dit niveau was.
  - Officiële eindstand Eredivisie (getal staat tussen haakjes vermeld)

Sinds de introductie van play-offwedstrijden voor Europees voetbal na afloop van de reguliere competitie in 2005/06, is de KNVB verplicht een eindstand van de Eredivisie door te geven aan de UEFA aan de hand van deze play-offwedstrijden.
Bij deze eindstand staan clubs die zich hebben gekwalificeerd voor Europees voetbal hoger dan clubs die zich niet wisten te kwalificeren. Indien er geen verschil was tussen de eindnotering en de officiële eindstand, staat dit getal niet vermeld.

- Onderafdeling

Hier staat afgekort de naam van de onderafdeling indien de club in dat jaar in een onderafdeling uitkwam. Tevens staat deze afkorting in de legenda en wordt gelinkt naar het artikel over deze onderafdeling. Deze afkorting wordt alleen vermeld wanneer de club in het verleden in verschillende onderafdelingen heeft gespeeld. Deze vermelding is in de staaf altijd in kleine letters. Deze onderafdelingen zijn na het seizoen 1995/96 afgeschaft. Heeft de club in slechts één onderafdeling gespeeld, dan is dit alleen terug te vinden in de legenda.
Onder de staaf staat het jaartal vermeld waarin het seizoen is afgesloten. 15 verwijst naar het seizoen 2014/15 of eventueel het seizoen 1914/15.
Wanneer een staaf leeg is, zijn deze gegevens niet bekend. Het kan ook zijn dat de club dat seizoen niet heeft meegespeeld op het hogere amateurniveau, vroegtijdig de competitie heeft verlaten of uit de competitie is gezet.

In het seizoen 1944/45 was er wegens de Tweede Wereldoorlog geen regulier competitievoetbal.

## Heroprichting
Na het verdwijnen van Haaglandia hebben oud-Kranenburgers besloten de club opnieuw op te richten onder de naam FC Kranenburg 2.0. Als heroprichtingsdatum is 1 januari 2017 bepaald. De club gaat samenwerken met een bestaande vereniging, namelijk Wateringse Veld/GONA.

## Bekende (oud-)spelers
- Anass Achahbar
- Edwin Grünholz